# Margaretha Wulfraet

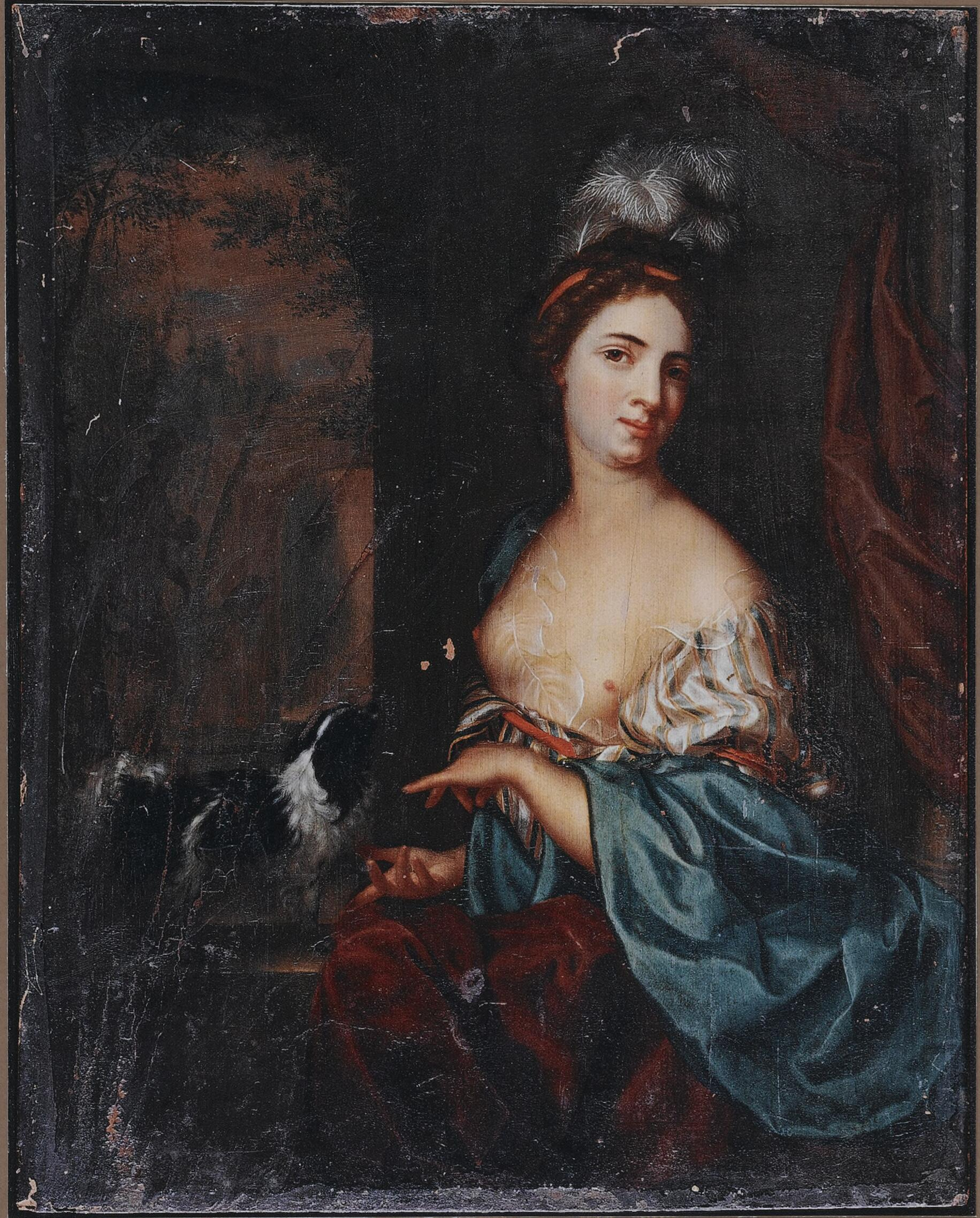
Retrat d'una cortesana per Wulfraet

Margaretha Wulfraet (Arnhem, 19 de febrer de 1678 –  Arnhem, 26 de gener de 1760) fou una pintora dels Països Baixos.

## Biografia
Segons Arnold Houbraken era la filla de Matthijs Wulfraet que va viatjar a Frankfurt del Main on es va convertir en un pintor de retrats respectat, realitzant moltes obres per dignatarios visitants i ciutadans importants. Va arribar a una edat avançada i va ser capaç d'ensenyar a la seva filla Margaretha el seu art, en el qual ella es va desembolicar perfectament. Houbraken estava pensant a dedicar una pàgina a la seva memòria, encara que mai va arribar a fer-ho, ja que va morir abans de l'edició de la seva obra literària de tres volums de croquis biogràfics de pintors dels Països Baixos. La seva biografia va estar realitzada per Jan van Gool, acompanyada per un retrat basat en un dibuix d'un dels seus autoretrats que li va ser enviat per Gerard Melder. Ella va arribar a ser molt popular en Amsterdam i segons Van Gool, Bernard Picart va dir d'ella: «És un prodigi, i un honor en el seu sexe.». El 1741 va tornar a Arnhem per viure els seus últims dies.
Segons el Rijksbureau voor Kunsthistorische Documentatie va aprendre a pintar del seu pare Mathijs i es va traslladar a Amsterdam amb ell el 1681. Va estar influïda per Caspar Netscher i és coneguda pels seus retrats, paisatges, i treballs de gènere -encara que cap paisatge d'ella es coneix avui dia, aquests van constar en l'inventari del seu taller realitzat a la seva mort-.